# Tunnel canale Sapperton

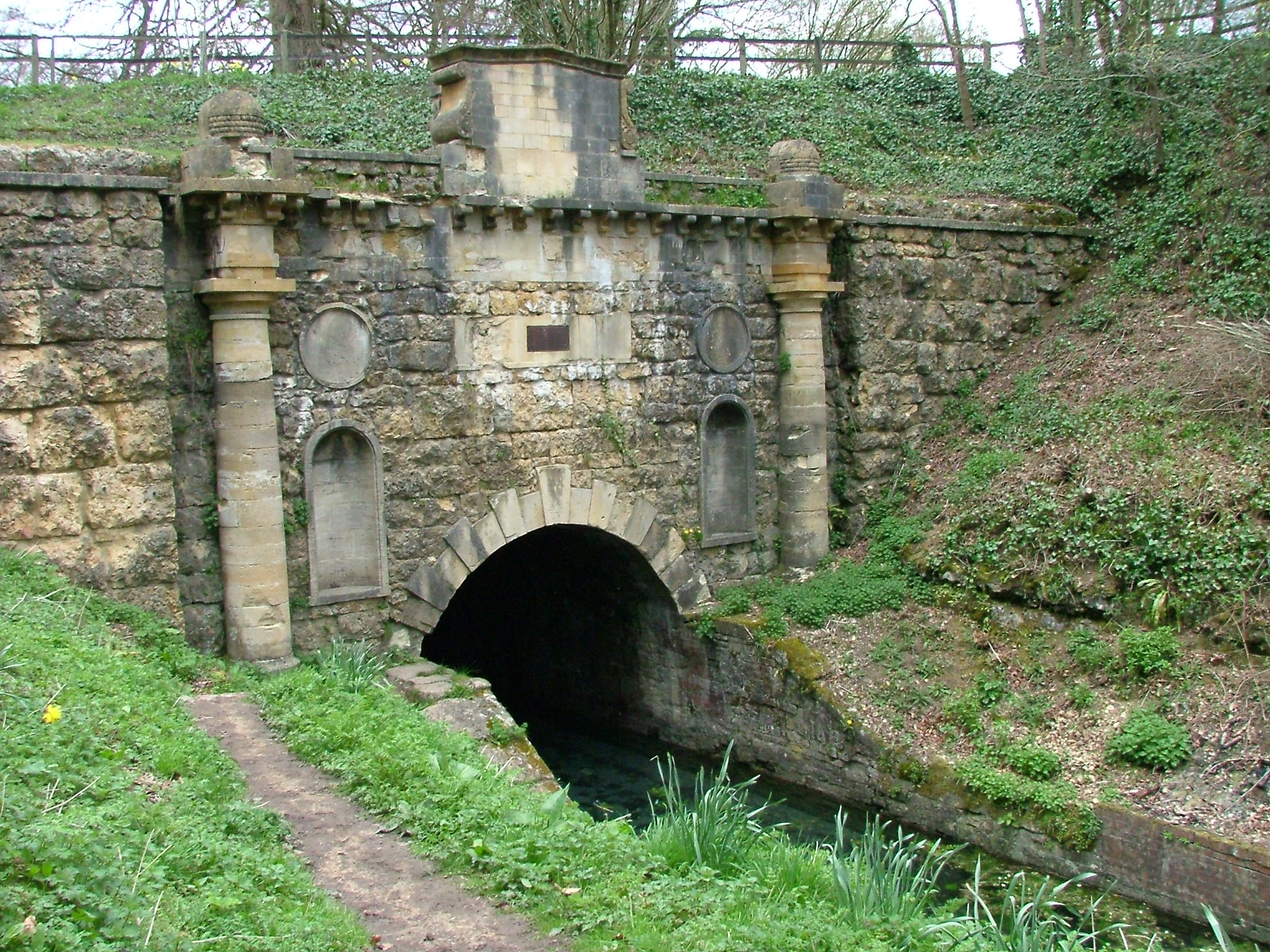
tunnel Sapperton - portale nord

Il tunnel canale Sapperton è un tunnel sul canale Tamigi - Severn, vicino a Cirencester, Gloucestershire, in Inghilterra. Era il tunnel canale più lungo, e il tunnel più lungo di qualunque tipo in Inghilterra dal 1789 al 1811.
La galleria fu aperta nel 1789 dopo cinque anni di lavori, e ha una lunghezza di 3.490 m. 
Non ha l'alzaia. Attraverso il tunnel passavano le narrowboat, imbarcazioni lunghe e strette, trasportate mediante legging.
Nel 1811 fu superata come lunghezza dal tunnel Huddersfield Narrow Canal Standedge (4.989 m.), che resta il più alto, più lungo e profondo canale-tunnel in Gran Bretagna, sebbene, a differenza di Sapperton, il tunnel Standedge può accogliere soltanto narrowboats con larghezza di 210 cm.
Il tunnel Sapperton non è attualmente navigabile, ma il suo restauro è stato proposto dal Cotswold Canals Trust come parte del loro progetto di riaprire il tratto dal Tamigi al Severn. Tale consorzio organizza gite turistiche in barca attraverso il tunnel, nei mesi invernali.